# Achtkarspelen
Achtkarspelen este o comună în provincia Frizia, Țările de Jos. 

## Localități componente
Augustinusga (Stynsgea), Boelenslaan (Boelensloane), Buitenpost (Bûtenpost), Drogeham (Droegeham), Gerkesklooster-Stroobos (Gerkeskleaster-Strobos), Harkema (De Harkema), Kootstertille (Koatstertille), Surhuisterveen (Surhústerfean), Surhuizum (Surhuzem), Twijzel (Twizel), Twijzelerheide (Twizelerheide).